# ميلوفرينيا

شعار فريق ميلوفرينيا

فريق (ميلوفرينيا) المسرحي هو من فِرق المسرح المستقل.وهو اسم معناه خليط من الميلودراما والشيزوفرينيا. تأسس في المنصورة، مصر عام 2009 .
الفريق جزء من ضاد وهي شبكة إعلامية تعنى بنشر الثقافة العربية على شبكة الإنترنت.

## رسالة الفريق
يحمل فريق ميلوفرينيا على عاتقه تقديم نصوص عربية خالصة، ويسعى لإنتاج إبداع مسرحي عربي خالص من حيث الكتابة والفكرة والموسيقى والبيئة. يتجه الفريق لتقديم مشروع مسرحي عربي من صلب القضايا العربية والثقافة والهوية العربيتان.وفي نفس الوقت لا يكون مباشراً وعلى درجة من السطحية كما هو الحال في معظم النصوص العربية.
أبرز أعمال الفريق كان أول تجسيد لرواية عزازيل، للكاتب د. يوسف زيدان، قدمها الفريق لأول مرة عام 2012 ، وأيضاً قدّم في نفس العام أول تجسيد لرواية (أولاد حارتنا) للأديب العالمي نجيب محفوظ.

## أعمال الفريق
1. حتى تثبت إدانته 2009
2. حياة 2010
3. إلكترا 2010
4. نقطة ومن أول الثورة 2011
5. رجال وفئران (حلم) 2011
6. أيام الحب والغضب 2012
7. أولا حارتنا 2012 (عن رواية أولاد حارتنا للكاتب الحاصل على جائزة نوبل نجيب محفوظ)
8. ميس جوليا 2012
9. عزازيل 2012 (عن الرواية الفائزة بجائزة البوكر العربية عزازيل للكاتب يوسف زيدان)[3]

## جوائز
- مركز أول إخراج لمسرحية عزازيل - مهرجان آفاق مسرحية، ولقب أفضل مخرج لعام 2012 لأحمد صبري غباشي
- مركز أول لمسرحية عزازيل - درع أفضل عرض في مهرجان الزقازيق المسرحي.

إعداد وإخراج: أحمد صبري غباشي
- درع الهيئة العامة لقصور الثقافة عن أحسن عرض لمسرحية عزازيل.
- درع المركز أول تمثيل رجال: محمود الدياسطي في دور عزازيل.
- درع الهيئة العامة لأحسن ممثل - عزازيل.
- درع المركز الثاني إخراج: أحمد صبري غباشي، عن مسرحية: عزازيل.
- جائزة أفضل ماكياج، عن مسرحية عزازيل.
- المركز الثاني في جائزة أحسن ممثل (أحمد صبري غباشي) في مهرجان سمنّود عن دور (إدريس) في مسرحية: أولاد حارتنا. إخراج: محمد عبد الفتاح.
- المركز الثاني سينوجرافيا (شادي قطامش) في مهرجان سمنود المسرحي في مسرحية: أولاد حارتنا.